# 佩纳尔瓦
佩纳尔瓦是巴西马拉尼昂州的一个市镇。总面积785.565平方公里，总人口33284人，人口密度42.4人/平方公里。